# 謝晦
謝 晦（しゃ かい、太元15年（390年）- 元嘉3年2月30日（426年4月22日））は、南朝宋の政治家。字は宣明。本貫は陳郡陽夏県。東晋の太保謝安の次兄の謝拠の曾孫にあたる。謝瞻の弟。徐羨之・傅亮・檀道済らと少帝を廃位・殺害し、文帝を即位させた。

## 経歴
名族の陳郡謝氏の出身であった謝晦は、東晋で頭角を現しつつあった劉裕に参軍として従い、北伐に従軍する。義熙9年（413年）、土断を揚州・豫州で行っている。
永初元年（420年）、劉裕（武帝）が即位すると、領軍将軍・総統宿衛などに就き、徐羨之らとともに権力を握る。永初3年（422年）、武帝が崩御する際、少帝の後見に指名されたが、景平2年（424年）に少帝を廃立・殺害し、文帝を即位させる。謝晦は地方の重要拠点であった荊州刺史となったが、元嘉3年（426年）に文帝から少帝弑逆の罪を問われる。檀道済に率いられた討伐軍に対し、忌置洲で敗れ、処刑された。

## 伝記資料
- 『宋書』巻44 列伝第4